# Трі-Лейкс (переписна місцевість, Вісконсин)
Трі-Лейкс (англ. Three Lakes) — переписна місцевість (CDP) в США, в окрузі Онейда штату Вісконсин. Населення — 605 осіб (2010).

## Географія
Трі-Лейкс розташоване за координатами 45°48′9″ пн. ш. 89°10′13″ зх. д. / 45.80250° пн. ш. 89.17028° зх. д. (45.802507, -89.170286).  За даними Бюро перепису населення США в 2010 році переписна місцевість мала площу 7,91 км², з яких 7,31 км² — суходіл та 0,60 км² — водойми.

## Демографія
Згідно з переписом 2010 року, у переписній місцевості мешкало 605 осіб у 299 домогосподарствах у складі 166 родин. Густота населення становила 76 осіб/км².  Було 482 помешкання (61/км²).
Расовий склад населення:
| - 99,0 % — білих - 0,3 % — чорних або афроамериканців - 0,2 % — азіатів |

До двох чи більше рас належало 0,3 %. Частка іспаномовних становила 0,5 % від усіх жителів.
За віковим діапазоном населення розподілялося таким чином: 18,2 % — особи молодші 18 років, 59,0 % — особи у віці 18—64 років, 22,8 % — особи у віці 65 років та старші. Медіана віку мешканця становила 49,0 року. На 100 осіб жіночої статі у переписній місцевості припадало 97,7 чоловіків;  на 100 жінок у віці від 18 років та старших — 91,1 чоловіків також старших 18 років.
Середній дохід на одне домашнє господарство  становив 48 613 долари США (медіана — 40 938), а середній дохід на одну сім'ю — 65 074 долари (медіана — 58 083). За межею бідності перебувало 18,3 % осіб, у тому числі 61,8 % дітей у віці до 18 років та 0,0 % осіб у віці 65 років та старших.
Цивільне працевлаштоване населення становило 160 осіб. Основні галузі зайнятості: освіта, охорона здоров'я та соціальна допомога — 21,9 %, роздрібна торгівля — 20,0 %, виробництво — 15,6 %.